# Forchau
Forchau ist ein Ortsteil der Gemeinde Denklingen im oberbayerischen Landkreis Landsberg am Lech.

## Geografie
Der Weiler Forchau liegt circa sechs Kilometer südöstlich von Denklingen auf einer Flussschleife des Lech zwischen Epfach und Apfeldorf.
Am südwestlichen Ende der Forchauer Flussschleife befindet sich die seit 1944 im Betrieb befindliche Lechstaustufe 9.

## Geschichte
Bis zur Säkularisation 1803 war Forchau Bestandteil der Hauptmannschaft Apfeldorf des Pfleggerichts Rauhenlechsberg. Im Jahr 1752 wird ein Viertelhof erwähnt, er ist der Pfarrkirche Landsberg grundbar.
Forchau war bis zum 30. Juni 1972 ein Ortsteil der ehemaligen Gemeinde Epfach.

## Baudenkmäler
Einziges Baudenkmal in dem Weiler ist das ehemalige Bauernhaus, Forchau 3, errichtet Anfang des 19. Jahrhunderts.
Siehe: Liste der Baudenkmäler in Forchau